# Zygmunt Szczotkowski
Zygmunt Franciszek Szczotkowski (ur. 5 września?/17 września 1877 w Warszawie, zm. 9 lutego 1943 w Bieżanowie) – inżynier górnik, pierwszy polski dyrektor Kopalni Węgla Kamiennego Janina.

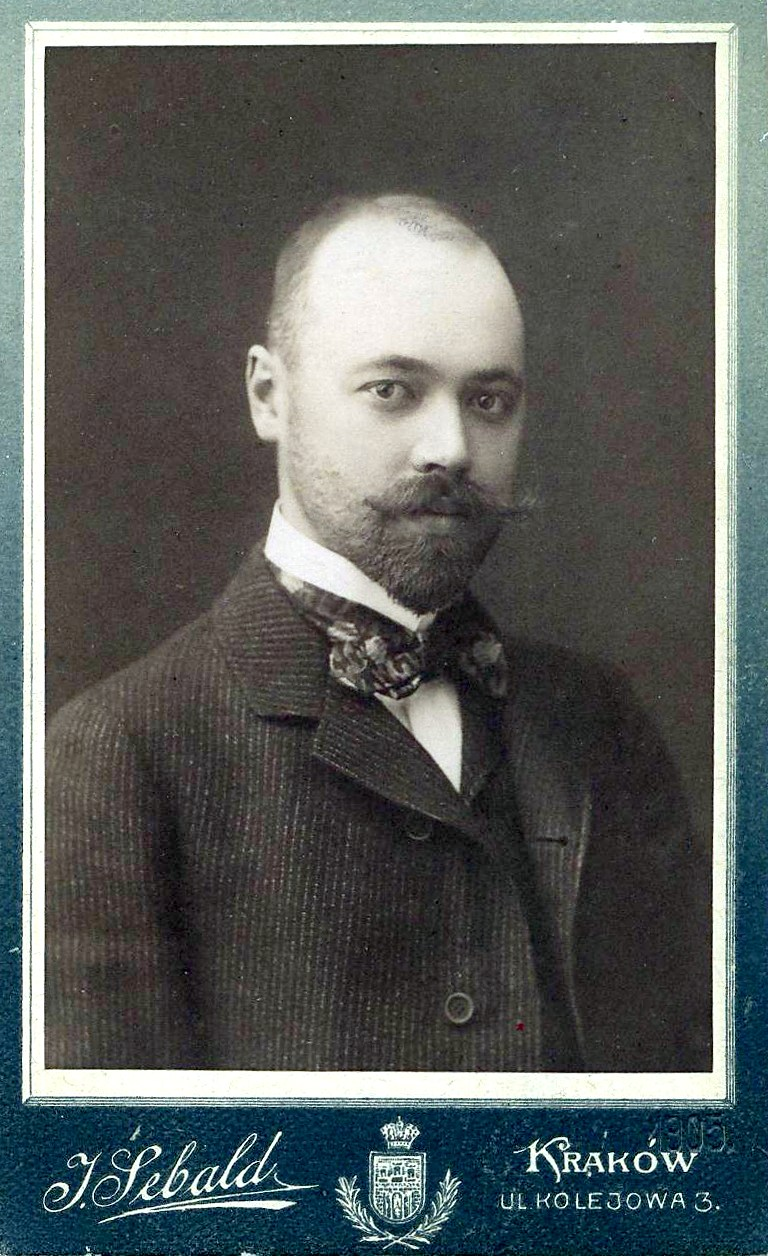
Zygmunt Szczotkowski w roku 1905

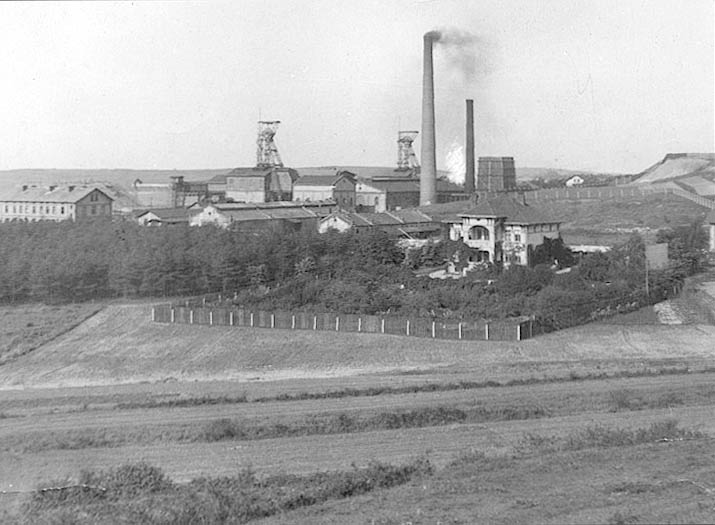
kopalnia w Libiążu w 1930, na pierwszym planie służbowy dom dyr. Szczotkowskiego

## Życiorys
Syn Stefana-Wincentego Andrzeja (ur. 1 lutego 1843 we dworze Stefanpole k. Rybiniszek), z rodziny dawnych inflanckich ziemian h. Łodzia, urzędnika kolei żelaznych i rezydenta majątku rodzinnego Stefanowo k. Włocławka oraz Marii Filomeny z domu Kolbe (ur. 1849 we Włocławku, zm. 21 lutego 1931 w Libiążu). Stefan Szczotkowski jako młody mężczyzna wspomagał wraz z matką powstańców styczniowych, za co Szczotkowscy ukarani zostali utratą majątku w Inflantach, a on sam zesłany został (podobnie jak jego matka) w 1864 w głąb Rosji; w 1867 przyjechał do Warszawy i tu się ożenił. Wkrótce zachorował na gruźlicę i zmarł, kiedy jego syn Zygmunt Franciszek miał dwa lata.

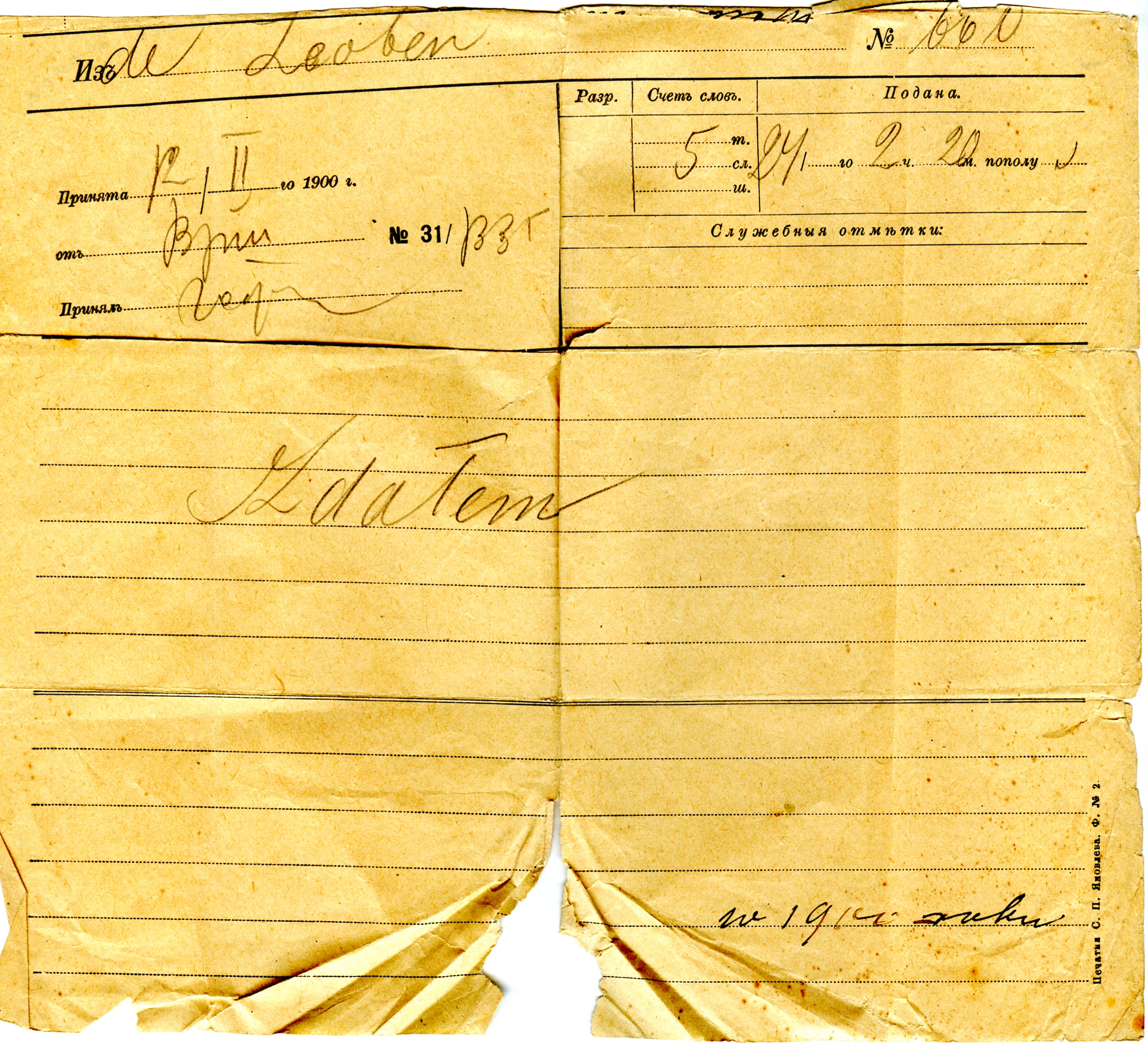
Telegram nadany przez Zygmunta Szczotkowskiego do matki po zdanym egzaminie końcowym w Leobenegz.

Do szkoły Zygmunt uczęszczał najpierw we Włocławku, później matka zdecydowała przenieść się z nim do Warszawy, gdzie zdał w 1896 maturę w gimnazjum realnym. Następnie studiował w uczelni górniczej w Leoben (Austria), którą ukończył z dyplomem inżyniera górnika 12 lutego?/24 lutego 1900.
Po studiach podjął przygotowania do udziału w ekspedycji w góry Ural, gdzie badane miały być możliwości górniczego wykorzystania znajdujących się tam kopalin, ale wkrótce się z niej wycofał. W styczniu 1901 zdał egzamin przed Górniczą Komisją Specjalną okręgu dąbrowskiego. W latach 1901–1906 powierzono mu zgłębianie szybu „Klimontów” w kopalni węgla kamiennego „Niwka” koło Sosnowca. Od lipca 1906 kierował kopalnią „Saturn” w Czeladzi. Był też członkiem VII Sekcji Górniczo–Hutniczej Oddziału Warszawskiego Towarzystwa popierania przemysłu i handlu. Z pracy w „Saturnie” zrezygnował w 1913 i wyjechał do Francji i Belgii, gdzie zapoznawał się z nowoczesnymi technologiami na użytek projektowanej stacji ratownictwa górniczego w Sosnowcu. W latach 1914–1919 był w Warszawie kierownikiem Biura Stacyjnego Sekcji Opałowej; w latach 1916–1917 odbył tamże Wyższe Kursy Urzędnicze. W 1919 kierował robotami górniczymi w pobliżu Zawiercia.

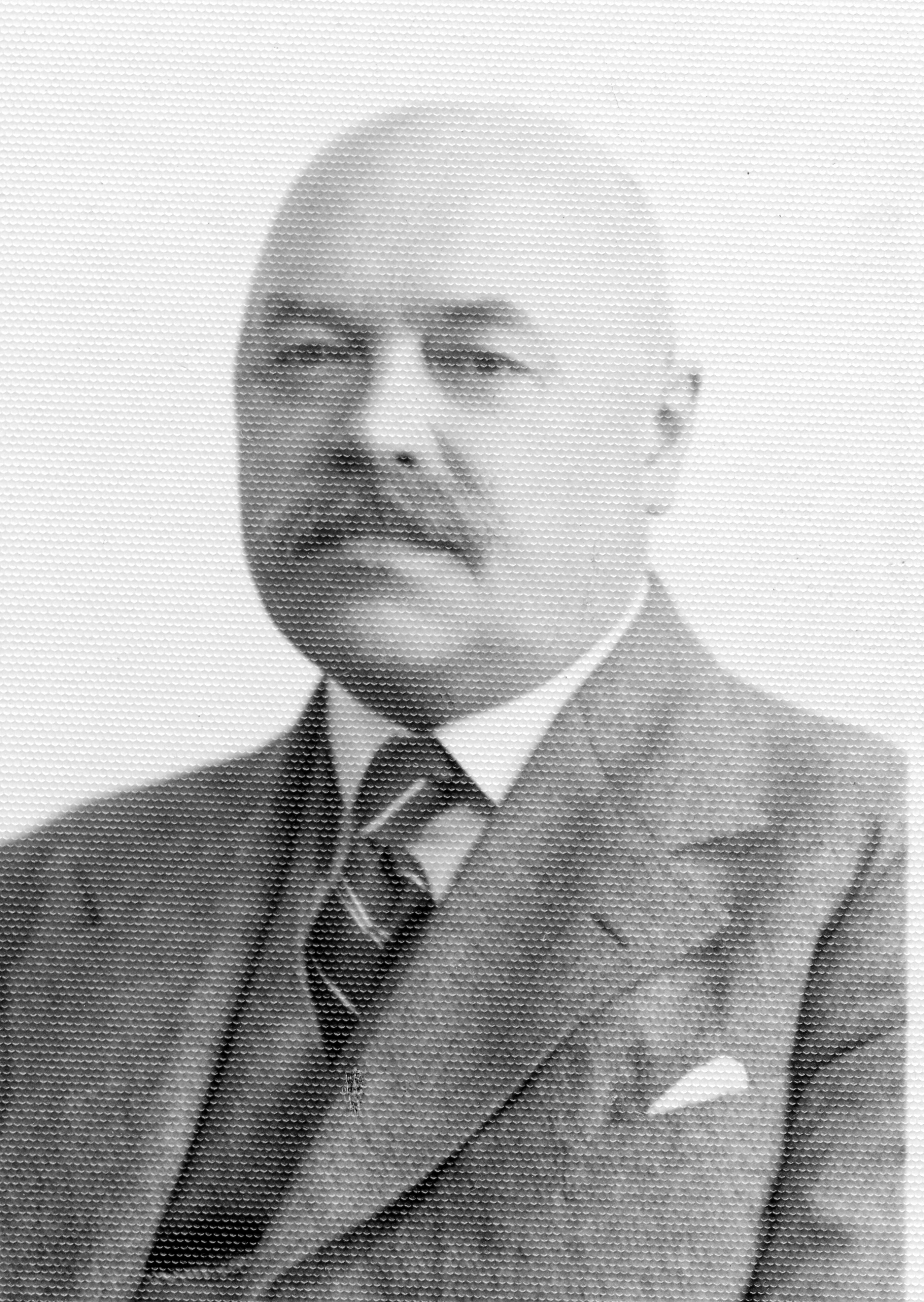
Zygmunt Szczotkowski w roku 1935

Od 1 marca 1920 był naczelnym inżynierem, a od 18 listopada 1920 do wybuchu II wojny światowej – polskim dyrektorem Galicyjskiej Spółki Kopalń (Compagnie Galicienne de Mines z siedzibą w Paryżu) w Libiążu (dziś KWK „Janina”). W dwudziestoleciu międzywojennym przyczynił się do rozwoju COP; współpracował blisko także z byłym ministrem przemysłu i handlu w rządzie Leopolda Skulskiego (1919-1920), Antonim Olszewskim (w latach 1935–1937 był członkiem kierowanej przez Olszewskiego Komisji do Zbadania Przedsiębiorstw Państwowych, tzw. komisji do spraw etatyzmu) i byłym ministrem komunikacji w rządach Bartla i Piłsudskiego, później dyrektorem kopalni w Trzebini, Pawłem Romockim. Za zasługi dla rozwoju polskiego przemysłu Zygmunt Szczotkowski otrzymał 11 listopada 1937 Krzyż Kawalerski Orderu Odrodzenia Polski. Po wybuchu wojny, od 18 września 1939 przez pierwszy rok okupacji (do chwili wyznaczenia przez Niemców innego dyrektora, co nastąpiło formalnie 3 czerwca 1940) zatrudniony został w tej kopalni jako Treuhänder. Był na krótko aresztowany przez Gestapo pod zarzutem dywersji w kopalni; po zwolnieniu kierował kopalnią jeszcze przez kilka miesięcy, a latem lub jesienią 1940 opuścił Libiąż i wyjechał do swojej rodziny przebywającej od 3 września 1939 w wybudowanym krótko przed wojną domu w podkrakowskim Bieżanowie. Zmarł po ciężkiej chorobie, wskutek przewlekłej niewydolności układu krążenia, w roku 1943.
Był dwukrotnie żonaty: w październiku 1907 ożenił się z 19-letnią Magdaleną Anną z domu Sznabl, z którą się potem rozwiódł (wyszła później za mąż po raz drugi; zmarła pod koniec lat 60. XX w.), a następnie w czerwcu 1923 z Marią z Wietrzykowskich herbu Korab wdową primo voto Borowską (1886-1959).

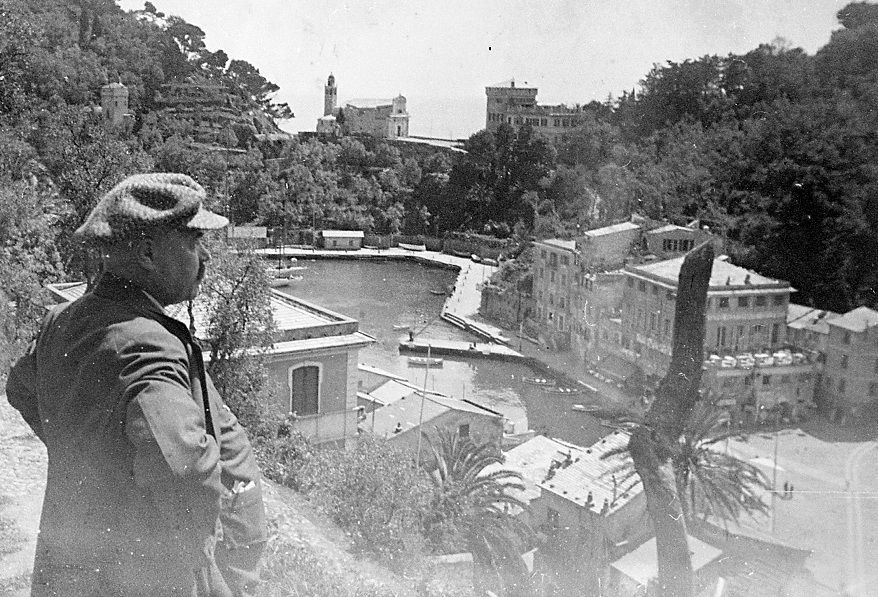
Zdjęcie Szczotkowskiego zrobione mu w Portofino podczas jednej z podróży do Włoch.

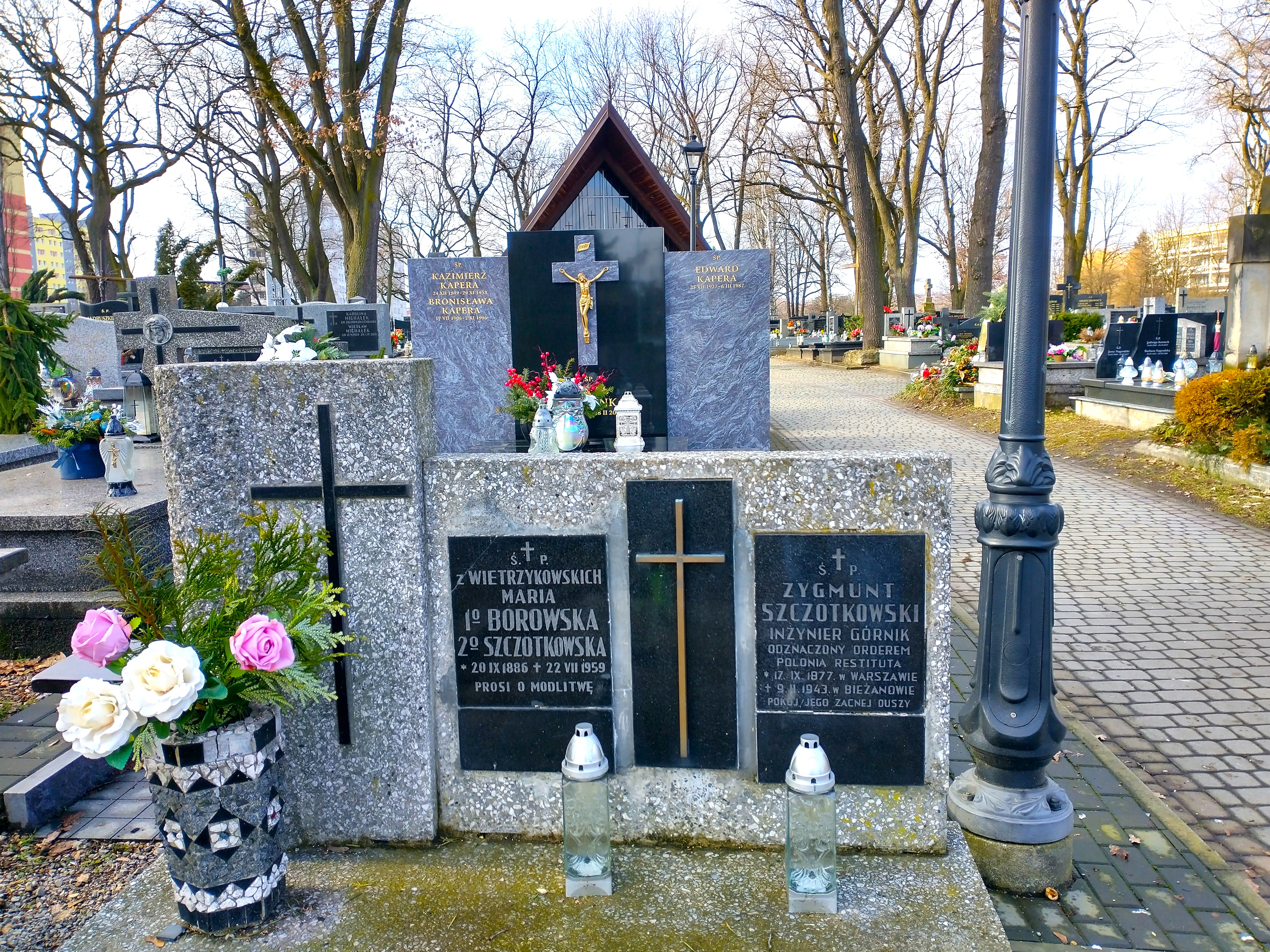
Grób na cmentarzu bieżanowskim

Dużo podróżował, szczególnie po Europie i krajach wokół Morza Śródziemnego, interesował się techniką (w tym radiotechniką) i fotografią (był pionierem fotografii barwnej przed II wojną światową). W wolnym czasie zajmował się też numizmatyką i w mniejszym nieco stopniu filatelistyką, a także stolarstwem (w tym techniką intarsjowania różnymi gatunkami drewna).